# Ентони (Канзас)
Ентони (енгл. Anthony) град је у америчкој савезној држави Канзас.

## Демографија
По попису из 2010. године број становника је 2.269, што је 171 (-7,0%) становника мање него 2000. године.
| Група             | 2000.         | 2010.         |
| Белци             | 2.329 (95,5%) | 2.097 (92,4%) |
| Афроамериканци    | 7 (0,3%)      | 11 (0,5%)     |
| Азијати           | 5 (0,2%)      | 4 (0,2%)      |
| Хиспаноамериканци | 36 (1,5%)     | 90 (4,0%)     |
| Укупно            | 2.440         | 2.269         |